# A Matter of Life & Death (The Journal of Abel Mann)
 A Matter of Life & Death (The Journal of Abel Mann) is het zesde studioalbum van Guy Manning. Het is uitgebracht onder de groepsnaam Manning. Het is opgenomen in de Burnside Studio in Leeds gedurende 2004. Het album neigt weer wat meer naar Van der Graaf Generator met af en toe wat jazz-invloeden. Het is een conceptalbum over het leven van de denkbeeldige Abel Mann, een figuur die ook al voorkwam op zijn muziekalbum Tall Stories for Small Children uit 1999.

## Musici
Dit album vermeldt een drietal musici als medemuzikanten:
- Guy Manning – zang, alle instrumenten
- Rick Ashton – basgitaar
- Laura Fowles – saxofoon en zang
- Gareth Harwood – gitaar

met medewerking van
- John Tripping – slagwerk
- Iain Fairbairn – viool
- Neil Harris (eerder bandlid) – piano, melodica, percussie en zang
- Tim Moon – cello
- Andy Tillison – Moog (1), keyboards (9)

## Composities
Allen van Manning
1. The Dream (06:56)
2. Nobody's Fool (05:09)
3. Omens (05:26)
4. The River Of Time (06:29)
5. Silent Man (04:09)
6. Falling Down? Rising Up! (07:56)
7. Life's Disguises (03:25)
8. Out Of My Life (08:44)
9. Midnight Sail (05:15)